# Хелена фон Пфалц
Хелена фон Пфалц (на немски: Helene von der Pfalz; * 9 февруари 1493, Хайделберг; † 4 август 1524, Шверин) от род Вителсбахи, е пфалцграфиня на Пфалц-Зимерн и чрез женитба херцогиня на Мекленбург.

## Живот
Дъщеря е на курфюрст Филип от Пфалц (1448 – 1508) и съпругата му Маргарета Баварска (1456 – 1501), дъщеря на херцог Лудвиг IX от Бавария-Ландсхут.
Хелена се омъжва на 15 юни 1513 г. във Висмар за херцог Хайнрих V от Мекленбург (1479 – 1552). Едновременно нейната сестра Амалия се омъжва за неговия братовчед Георг I от Померания.
Хелена е погребана в катедралата на Шверин.

## Деца
Хелена има децата:
- Филип (1514 – 1557), херцог на Мекленбург
- Маргарета (1515 – 1559)

∞ 1537 херцог Хайнрих II фон Мюнстерберг-Оелс (1507 – 1548)
- Катарина (1518 – 1581)

∞ 1538 херцог Фридрих III от Легница (1520 – 1570)